# Szerdár
A szerdár, újperzsa nyelven fővezér, katonai vezető az Oszmán Birodalomban. Szeraszkernek vagy szereszkirnek is nevezték. A szultán nevezte ki főparancsnoknak egy-egy hadjárat idejére, ha ő maga nem vett részt azon. A szerdár általában a nagyvezír, ritkábban egy vezír vagy beglerbég, esetleg szandzsákbég volt. A kisvárosokban a janicsáraga által kinevezett és a janicsárok, az adzsemi-oglanok, illetve a dzsebedzsik és a tüzérek rendjére felügyelő személynek is szerdár volt a neve.
A szerdárok 1566-tól vezették állandó jelleggel a hadseregeket. II. Szelim trónra lépésétől a szultánok többé nem álltak a hódítások élére. A nagyvezírek viszont az egyre inkább ingatag belső helyzetben nem szívesen hagyták el a fővárost, mivel a hadjáratok idején kitúrhatták őket hivatalukból, vagy más negatív következménnyel járhatott volna a távollétük. Ezért ekkortól általában a vezírek valamelyike kapta a kinevezést.